# Galera (schimmel)
Galera is een geslacht van schimmels behorend tot de familie Hymenogastraceae.

## Soorten
Volgens Index Fungorum bevat het geslacht 119 soorten (peildatum december 2021):
| Soortnaam               | Auteur(s)                   | Publicatiejaar |
| ----------------------- | --------------------------- | -------------- |
| Galera albida           | Velen.                      | 1921           |
| Galera albipes          | Velen.                      | 1940           |
| Galera algerica         | Durieu & Lév. ex Sacc.      | 1887           |
| Galera annula           | Rick                        | 1938           |
| Galera anomala          | Velen.                      | 1939           |
| Galera aquigena         | (Britzelm.) Lapl.           | 1894           |
| Galera argentea         | Velen.                      | 1921           |
| Galera argentina        | Speg.                       | 1898           |
| Galera argillospora     | Rick                        | 1961           |
| Galera artemisiae       | Velen.                      | 1947           |
| Galera arundinaria      | Velen.                      | 1947           |
| Galera atripes          | Velen.                      | 1921           |
| Galera bolbitioides     | Beauseign.                  | 1926           |
| Galera bryophila        | Peck                        | 1902           |
| Galera bulbosa          | Velen.                      | 1921           |
| Galera caespitosa       | Velen.                      | 1921           |
| Galera calcarea         | Velen.                      | 1921           |
| Galera campanulata      | Massee                      | 1893           |
| Galera canalipes        | (Murrill) Murrill           | 1942           |
| Galera collivaga        | Velen.                      | 1947           |
| Galera conferta         | (Bolton) P. Kumm.           | 1871           |
| Galera conigena         | Velen.                      | 1947           |
| Galera corticalis       | Velen.                      | 1926           |
| Galera crassipes        | Rick                        | 1961           |
| Galera crocospora       | (Berk. & M.A. Curtis) Sacc. | 1887           |
| Galera crystallifera    | Velen.                      | 1947           |
| Galera crystallophora   | Speg.                       | 1898           |
| Galera cubensis         | Earle                       | 1906           |
| Galera dakotensis       | Brenckle                    | 1929           |
| Galera decolorans       | Velen.                      | 1921           |
| Galera delicatula       | Massee                      | 1912           |
| Galera depressa         | Velen.                      | 1947           |
| Galera eatonii          | (Berk.) Sacc.               | 1891           |
| Galera echinospora      | (Murrill) Murrill           | 1912           |
| Galera excentrica       | Velen.                      | 1921           |
| Galera fechtneri        | Velen.                      | 1921           |
| Galera flavida          | Velen.                      | 1947           |
| Galera flexipes         | P. Karst.                   | 1876           |
| Galera flexipes         | Massee                      | 1914           |
| Galera fragilis         | Velen.                      | 1921           |
| Galera fulvella         | Sacc.                       | 1887           |
| Galera glaucopurpurea   | (Berk. & Broome) Sacc.      | 1887           |
| Galera globispora       | Velen.                      | 1921           |
| Galera globispora       | Speg.                       | 1926           |
| Galera gracillima       | Velen.                      | 1947           |
| Galera grisea           | Earle                       | 1906           |
| Galera grisea           | Rick                        | 1920           |
| Galera griseobrunnea    | Rick                        | 1938           |
| Galera griseoisabellina | (Britzelm.) Sacc.           | 1895           |
| Galera griseolilacina   | Herp.                       | 1912           |
| Galera hanzlina         | Velen.                      | 1947           |
| Galera heterospora      | Velen.                      | 1947           |
| Galera hilariana        | (Mont.) Sacc.               | 1887           |
| Galera hydrocyboides    | Velen.                      | 1921           |
| Galera hygrophana       | Rick                        | 1961           |
| Galera hylocomii        | Velen.                      | 1947           |
| Galera hypni            | (Batsch) Sacc.              | 1916           |
| Galera japonica         | (Berk. & M.A. Curtis) Sacc. | 1887           |
| Galera josserandii      | Kühner                      | 1957           |
| Galera junoniana        | Velen.                      | 1947           |
| Galera kerguelensis     | (Berk.) Sacc.               | 1887           |
| Galera knautiae         | Velen.                      | 1947           |
| Galera lateritia        | (Fr.) P. Kumm.              | 1871           |
| Galera leucobryi        | Velen.                      | 1921           |
| Galera leucophylla      | P. Kumm.                    | 1871           |
| Galera macrocephala     | Velen.                      | 1939           |
| Galera macrocystis      | Velen.                      | 1947           |
| Galera macromastes      | (Fr.) Sacc.                 | 1887           |
| Galera major            | Velen.                      | 1921           |
| Galera marasmiformis    | Velen.                      | 1939           |
| Galera martiana         | (Berk. & M.A. Curtis) Pat.  | 1903           |
| Galera martipes         | Kauffman                    | 1926           |
| Galera melea            | Velen.                      | 1921           |
| Galera microcephala     | Velen.                      | 1921           |
| Galera microcystis      | Velen.                      | 1921           |
| Galera minima           | P. Karst.                   | 1905           |
| Galera minima           | Velen.                      | 1921           |
| Galera morchelloides    | (Brond.) Sacc.              | 1895           |
| Galera mucidolens       | (Berk.) Sacc.               | 1887           |
| Galera myceniformis     | Velen.                      | 1947           |
| Galera naucoriiformis   | Velen.                      | 1939           |
| Galera nuda             | Velen.                      | 1947           |
| Galera obscura          | Velen.                      | 1921           |
| Galera ovatispora       | Velen.                      | 1947           |
| Galera pallidoochracea  | Herp.                       | 1912           |
| Galera pellucida        | (Bull.) P. Kumm.            | 1871           |
| Galera pityria          | (Fr.) P. Kumm.              | 1871           |
| Galera polytrichi       | Velen.                      | 1939           |
| Galera procera          | Rick                        | 1938           |
| Galera pseudotenera     | Speg.                       | 1891           |
| Galera pubescens        | Velen.                      | 1921           |
| Galera rabenhorstii     | (Fr.) Sacc.                 | 1887           |
| Galera ravida           | (Fr.) Quél.                 | 1872           |
| Galera reticulata       | Velen.                      | 1921           |
| Galera rostrata         | Velen.                      | 1947           |
| Galera ruderum          | (Bertero & Mont.) Sacc.     | 1887           |
| Galera rufipes          | Peck                        | 1889           |
| Galera schoeniphila     | Velen.                      | 1921           |
| Galera sedata           | Herp.                       | 1912           |
| Galera serrata          | Velen.                      | 1939           |
| Galera simulans         | Earle                       | 1906           |
| Galera solida           | Velen.                      | 1921           |
| Galera sordida          | Velen.                      | 1921           |
| Galera spartea          | Velen.                      | 1939           |
| Galera stenophylla      | Velen.                      | 1921           |
| Galera striatula        | Clem.                       | 1894           |
| Galera subcapreus       | E.H.L. Krause               | 1930           |
| Galera subtilis         | J.E. Lange                  | 1938           |
| Galera subtilis         | J.E. Lange                  | 1940           |
| Galera sulcata          | Velen.                      | 1926           |
| Galera tenerella        | G.F. Atk.                   | 1909           |
| Galera thymicola        | Velen.                      | 1939           |
| Galera tremens          | Velen.                      | 1947           |
| Galera turfosa          | Velen.                      | 1939           |
| Galera umbonata         | Velen.                      | 1921           |
| Galera umbrina          | Henn.                       | 1899           |
| Galera vesicaria        | Velen.                      | 1947           |
| Galera viscidula        | P. Karst.                   | 1878           |
| Galera viscosa          | Clem.                       | 1906           |